# Лафон, Софья Ивановна де
Софья Ивановна де Лафо́н (Делафо́н, фр. Sophie de La Font. Девичья фамилия — Дюбюиссо́н, фр. Dubuisson. 1717—1797) — начальница Смольного института благородных девиц в 1764—1797 годах, статс-дама российского императорского двора.

## Биография
Родилась 8 (19) августа 1717[уточнить] года во Франции, в семье гугенотов. Окончила школу в Сен-Сире.
Из-за религиозных гонений семья Дюбюиссон переселилась в Россию и обосновалась в Санкт-Петербурге. Родители занимались виноторговлей. В 1703[уточнить] году её отец, Жан Дюбюиссон, основал одну из первых в городе гостиниц.
В возрасте 15 лет была выдана замуж за француза Вилима (Гильиома) Делафона (фр. Guillaume de La Font) — генерала на русской службе и достигшего чина действительного статского советника. Но брак оказался неудачен — муж потерял рассудок, а затем умер, и она осталась почти без средств к существованию с двумя малолетними дочерьми.
Педагогические способности Лафон были замечены И. И. Бецким, попечением которого она была в 1764 году назначена правительницей учреждённого при Смольном монастыре Смольного института благородных девиц, а затем, в 1773 году, его начальницей, и состояла в этой должности более тридцати лет.
22 ноября 1796 года была пожалована в статс-дамы, в день коронации императора Павла получила орден святой Екатерины Малого креста.
Скончалась в Санкт-Петербурге 9 (20) августа 1797 года. Похоронена на Волковом лютеранском кладбище. Могила не сохранилась.
30 июля 1864 года в её честь были названы Лафонская улица и Лафонская площадь (ныне площадь Пролетарской Диктатуры) близ Смольного монастыря.